# Taube Elbe (Niedersachsen)
Die Taube Elbe ist ein See im Landkreis Lüchow-Dannenberg in Niedersachsen. Er liegt nördlich der Stadt Dannenberg (Elbe) in der Samtgemeinde Elbtalaue und südwestlich von Penkefitz, einem Ortsteil von Dannenberg. Die Taube Elbe ist ein Altarm beziehungsweise ein alter Mäander der Elbe.
Die Ausdehnung des Sees beträgt in Nord-Süd-Richtung etwa 380 Meter und in Ost-West-Richtung etwa 1800 Meter. Über den Hauptabzugsgraben Dannenberger Marsch fließt das Wasser des Sees zur Elbe ab.
Der See ist Namensgeber für den SV Taube-Elbe Penkefitz.